# Velvyslanectví Rakouska (Sarajevo)
Velvyslanectví Rakouska se nachází v bosenské metropoli Sarajevu na adrese Džidžikovac 7 v centru města. Nachází se v budově bývalé vily pro civilního adláta, která vznikla z projektu českého architekta Karla Pánka v letech 1894 až 1895.

## Historie
Vila vznikla v 90. letech 19. století pro civilního adláta Barona Kutschera
, který pracoval v jedné z nových úředních budov, které se nacházely jižně od Velkého parku na břehu řeky Miljacky. Byla součástí komplexu dvou budov (severněji umístěnou další vilu navrhl Karel Pařík). Obě stavby vznikly v lokalitě, která v tehdejší době platila za atraktivní místo především pro rakouské dobře postavené úředníky a správce Bosny. Finance, které byly na výstavbu vily použity, poskytl tehdejší penzijní fond. Pánek vilu navrhl ve stylu tyrolské architektury. Patrová vila má nápadné vyřezávané dřevěné ornamentální prvky.
Budova byla po válce v 90. letech 20. století zrekonstruována. Obnova objektu byla dokončena roku 1998.